# Hubert Brandenburg
Hubert Brandenburg (en ruso: Хуберт Бранденбург) fue un pianista y pedagogo musical ruso-argentino. Emigró desde su país natal movido por las dificultades y persecuciones de la Rusia revolucionaria. Ya formado musicalmente, contribuyó a la pedagogía musical y a la composición en Argentina. Ejerció como profesor en Buenos Aires. Maestro de músicos como la pianista Delia Steinberg Guzmán, Jaime Wilensky, pianista y compositor argentino, del pianista y director alemán Michael Andreas Gielen, la pianista uruguaya Tamara Kezerov, o la argentina Marta Felcman. Casado con la también pianista Hebe de Brandenburg, que continuó la formación de alguno de estos discípulos tras la muerte del Maestro.